# Hugo Guillamón
Hugo Guillamón Sanmartín (* 31. Januar 2000 in Donostia-San Sebastián) ist ein spanischer Fußballspieler. Der Innenverteidiger steht beim Erstligisten FC Valencia unter Vertrag und ist spanischer Nationalspieler.

## Karriere

### Verein
Im baskischen Donostia-San Sebastián geboren, zog Hugo Guillamón mit seiner Familie im Alter von zwei Jahren nach La Eliana in die Valencianische Gemeinschaft. Im November 2017 war der Innenverteidiger erstmals im Spieltagskader der Reservemannschaft gelistet. Sein Debüt in der dritthöchsten spanischen Spielklasse bestritt er am 16. Dezember 2017 (19. Spieltag) beim 0:0-Unentschieden gegen den FC Badalona. Sechs Tage später unterzeichnete er einen neuen Vertrag bis Sommer 2020. In der Rückrunde der Spielzeit 2017/18 wurde er bereits regelmäßig eingesetzt und beendete diese nach 11 Ligaeinsätzen. In der folgenden Saison 2018/18 war er bereits eine Stammkraft beim FC Valencia Mestalla, war aber auch mit der U19 in der UEFA Youth League im Einsatz. Sein erstes Ligator erzielte er am 27. Oktober 2018 (10. Spieltag) bei der 2:3-Heimniederlage gegen den CD Alcoyano sein erstes Ligator für die Reserve. In dieser Spielzeit absolvierte er 29 Ligaspiele, in denen ihm ein Torerfolg gelang.
Im Februar 2020 wurde er erstmals in die Herrenmannschaft befördert. Am 22. Februar 2020 (25. Spieltag) debütierte er bei der 0:3-Auswärtsniederlage gegen Real Sociedad San Sebastián in der Primera División, als er in der Halbzeitpause für den verletzten Eliaquim Mangala eingewechselt wurde. Im Anschluss an die dreimonatige Zwangspause aufgrund der COVID-19-Pandemie startete er regelmäßig und die Saison beendete er mit sechs Einsätzen in der Erstklassigkeit.

### Nationalmannschaft
Im September 2016 spielte Hugo Guillamón erstmals für die spanische U17-Nationalmannschaft und war ab diesem Zeitpunkt in der Innenverteidigung gesetzt. Im Juli 2019 nahm er mit der Auswahl an der U17-Europameisterschaft 2017 in Kroatien teil. Dort war er Stammspieler und gewann mit der Auswahl das Turnier mit einem Finalsieg gegen England. Im gleichen Jahr war er auch bei der U17-Weltmeisterschaft 2017 in Indien im Einsatz, wo sich England im Endspiel mit einem 5:2-Sieg revanchieren konnte. Insgesamt bestritt er 21 Länderspiele für die U17.
Im Juni 2018 absolvierte Guillamón drei Länderspiele für die U18. Im Oktober 2018 war er erstmals für die U19 im Einsatz und etablierte sich auch dort rasch als Stammspieler. Im Juli 2019 nahm er an der U19-Europameisterschaft 2019 in Armenien teil. Den Wettbewerb gewann er mit Spanien mit einem 2:0-Finalsieg gegen Portugal.
Im September 2020 lief Guillamón erstmals in der U21-Auswahl auf. Mit ihr nahm er im März 2021 und Mai/Juni 2021 an der U21-Europameisterschaft 2021 teil, bei der die Mannschaft im Halbfinale ausschied. Guillamón absolvierte dabei 4 Spiele.
Anfang Juni 2021 debütierte Guillamón bei einem 4:0-Sieg gegen Litauen in der A-Nationalmannschaft und erzielte dabei sein erstes Länderspieltor. Aufgrund von COVID-19-Fällen im Kader für die kurze Zeit später beginnende Europameisterschaft 2021 traten die Spieler, die zuvor die U21-EM absolviert hatten, bei diesem Spiel an. In der folgenden Zeit absolvierte Guillamón zunächst noch einige weitere Länderspiele bei der U21, ehe er ab März 2022 erneut in die A-Auswahl berufen wurde. Am Ende des Jahres gehörte Guillamón dem spanischen Kader für die Weltmeisterschaft 2022 an, kam während des Turniers jedoch nicht zum Einsatz.

## Titel
- UEFA-Nations-League-Sieger: 2023
- U19-Europameister: 2019
- U17-Europameister: 2017